# NGC 5681
NGC 5681 ist eine 13,5 mag helle Spiralgalaxie vom Hubble-Typ Sb im Sternbild Bärenhüter und etwa 354 Millionen Lichtjahre von der Milchstraße entfernt.
Sie wurde am 1. Mai 1865 von Heinrich d’Arrest entdeckt.